# Titânia (satélite)
Titânia é o maior satélite de Urano e o oitavo maior do Sistema Solar, com um diâmetro de 1 578 km. Foi descoberto por William Herschel em 1787 e recebeu o nome da rainha das fadas da obra de Shakespeare Sonho de uma Noite de Verão.
Titânia consiste de quantidades aproximadamente iguais de gelo e rocha, e pode ser diferenciada em um núcleo rochoso e um manto de gelo. Uma camada de água líquida pode existir na divisa entre o núcleo e o manto. A superfície de Titânia, que é relativamente escura e um pouco avermelhada, parece ter sido moldada por impactos e processos endógenos. É coberta por várias crateras de impacto alcançando 326 km de diâmetro, mas possui menos crateras que Oberon. Titânia provavelmente já passou por um evento endógeno que apagou sua superfície antiga e cheia de crateras. Sua superfície é cortada por um grande sistema de cânions e escarpas. Como todas as outras grandes luas de Urano, Titânia provavelmente se formou a partir do disco de acreção em volta do planeta logo após sua formação.
Urano só foi estudado de perto uma vez, pela sonda espacial Voyager 2 em janeiro de 1986. Ela tirou várias fotos de Titânia, que permitiram o mapeamento de cerca de 40% de sua superfície.

## Descoberta e nomeação
Titânia foi descoberta por William Herschel em 11 de janeiro de 1787, no mesmo dia que ele descobriu a segunda maior lua de Urano, Oberon. Mais tarde ele relatou a descoberta de mais quatro satélites, porém eles foram posteriormente revelados como erros de observação. Por cerca de cinquenta anos após sua descoberta, Titânia e Oberon não foram observados por qualquer outro astrônomo. Atualmente essas luas podem ser vistas da Terra com um telescópio amador de alta qualidade.
Todas as luas de Urano recebem nomes de personagens das obras de William Shakespeare ou Alexander Pope. O nome Titânia foi tirado da rainha das fadas de A Midsummer Night's Dream. Os nomes de todos os quatro satélites de Urano conhecidos na época foram sugeridos pelo filho de Herschel John Herschel em 1852, a pedido de William Lassell, que descobriu Ariel e Umbriel no ano anterior.
Titânia era inicialmente conhecida como "o primeiro satélite de Urano", e em 1848 recebeu a designação Urano I por William Lassell, embora ele tenha usado algumas vezes as designações de William Herschel (onde Titânia e Oberon são II e IV). Em 1851 Lassell numerou todos os quatro satélites conhecidos em ordem de distância a Urano usando numerais romanos, e desde então Titânia possui a designação de Urano III.

## Órbita
Titânia orbita Urano a uma distância de cerca de 436 000 km, sendo o segundo satélite principal mais afastado do planeta. Sua órbita tem uma pequena excentricidade e é pouco inclinada em relação ao equador de Urano. Seu período orbital é de cerca de 8,7 dias, igual ao seu período de rotação. Em outras palavras, Titânia possui rotação sincronizada, com uma face sempre apontando em direção ao planeta.
A órbita de Titânia está localizada completamente dentro da magnetosfera de Urano. Por isso, seu hemisfério posterior (do lado oposto à direção do movimento orbital) é afetado muito pelo plasma magnetosférico, que está girando junto com o planeta. Esse bombardeamento pode levar ao escurecimento desse hemisfério, o que é observado em todas as luas de Urano com exceção de Oberon.
Como o eixo de rotação de Urano é muito inclinado em relação ao plano orbital, e seus satélites orbitam no plano equatorial do planeta, eles estão sujeitos a um ciclo sazonal extremo. O polo sul e o polo norte ficam 42 anos em escuridão total, e outros 42 anos com luz solar contínua. O sobrevoo da Voyager 2 coincidiu com o solstício de verão de 1986 do hemisfério sul, quando praticamente todo o hemisférico norte estava escuro. Uma vez a cada 42 anos, quando Urano passa por um equinócio e seu plano equatorial cruza o da Terra, várias ocultações das luas de Urano ficam visíveis. Em 2007–2008 vários eventos assim foram observados incluindo duas ocultações de Titânia por Umbriel em 15 de agosto e 8 de dezembro de 2007.

## Composição e estrutura interna

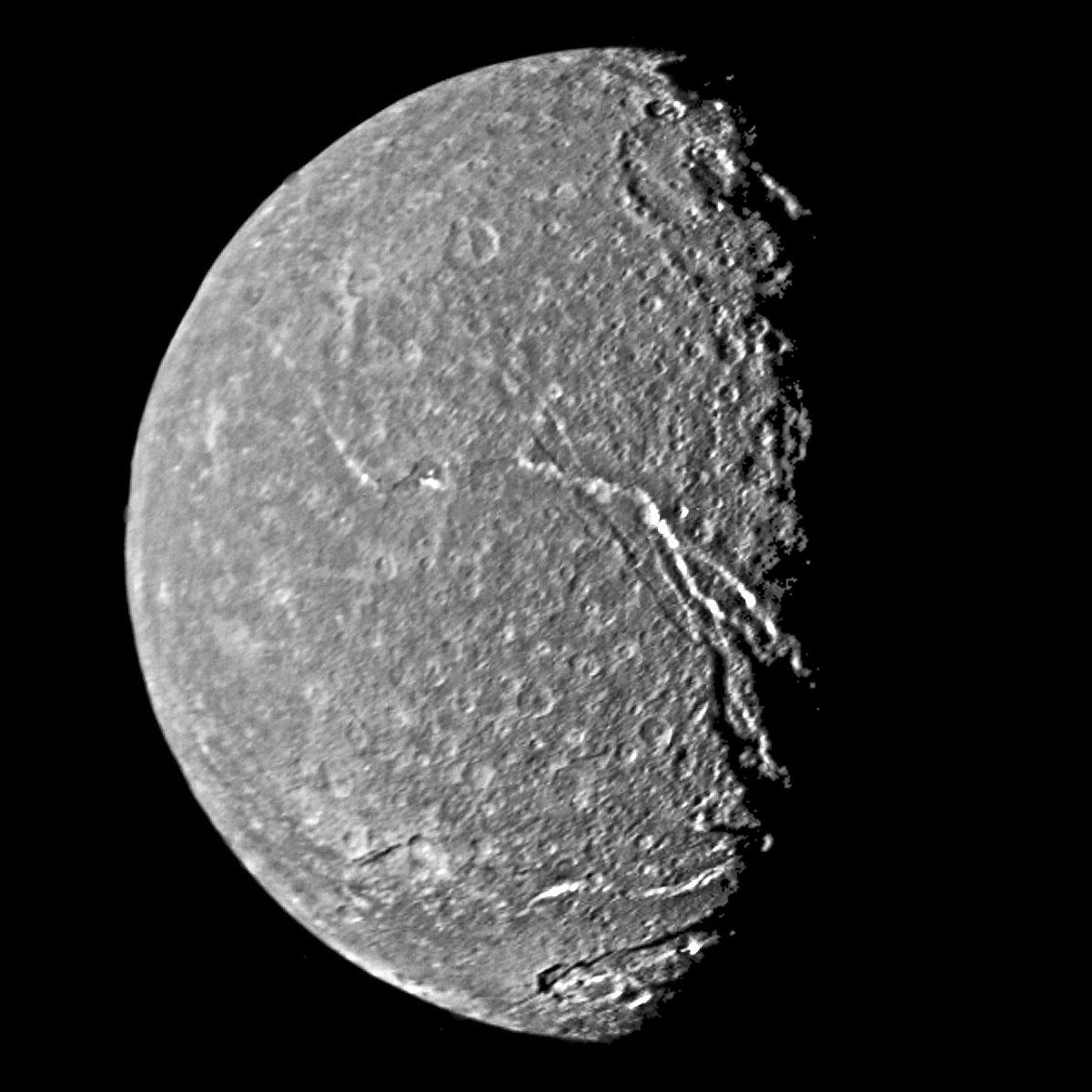
Imagem da Voyager 2 mostrando grandes cânions

Titânia é o maior e mais massivo satélite de Urano, e o oitavo do Sistema Solar. Sua densidade de 1,71 g/cm3, que é muito maior que a densidade típica dos satélites de Saturno, indica que consiste de proporções aproximadamente iguais de gelo de água e componentes densos que não são gelo, que podem ser feitos de rocha e materiais ricos em carbono incluindo compostos orgânicos pesados. A presença de gelo de água é suportada por observações espectroscópicas em infravermelho feitas em 2001–2005, que revelaram gelo de água cristalizado na superfície da lua. As bandas de absorção de gelo de água são um pouco mais fortes no hemisfério condutor de Titânia (o hemisfério voltado para a direção do movimento orbital) do que no hemisfério posterior. Isso é o oposto do observado em Oberon, onde as bandas de absorção de gelo de água do hemisfério posterior são mais fortes. A causa dessa assimetria não é conhecida, mas pode estar relacionada com o bombardeamento por partículas carregadas da magnetosfera de Urano, que é mais forte no hemisfério posterior (devido à corrotação do plasma). As partículas energéticas tendem a decompor metano preso no gelo como hidrato de clatrato e escurecer outros compostos orgânicos, deixando um material escuro e rico em carbono na superfície.
Com exceção da água, o único composto identificado na superfície de Titânia por espectroscopia infravermelha é o dióxido de carbono, que está concentrado principalmente no hemisfério posterior. A origem do dióxido de carbono não é muito clara. Ele pode ser produzido a partir de carbonatos ou material orgânico sob a influência da radiação ultravioleta solar ou por partículas energéticas carregadas vindas da magnetosfera de Urano. Esse último processo pode explicar a assimetria de sua distribuição, porque o hemisfério posterior está sujeito a uma influência magnetosférica maior. Outra possível fonte é a desgaseificação de CO2 preso por gelo no interior de Titânia. O escape de CO2 do interior pode estar relacionado com a atividade geológica do passado.
Titânia pode ser diferenciada em um núcleo rochoso cercado por um manto de gelo. Nesse caso, o raio do núcleo (520 km) possui cerca de 66% do raio da lua, e sua massa é de cerca de 58% da massa da lua. A pressão no centro de Titânia é de cerca de 0,58 GPa (5,8 kbar). O estado atual do manto de gelo não é claro. Se o gelo contiver bastante amônia ou outro anticongelante, Titânia pode possuir uma camada de água líquida entre o núcleo e o manto. A espessura desse oceano, se ele existir, é de até 50 km e sua temperatura é de cerca de 190 K (-83 °C).

## Geologia

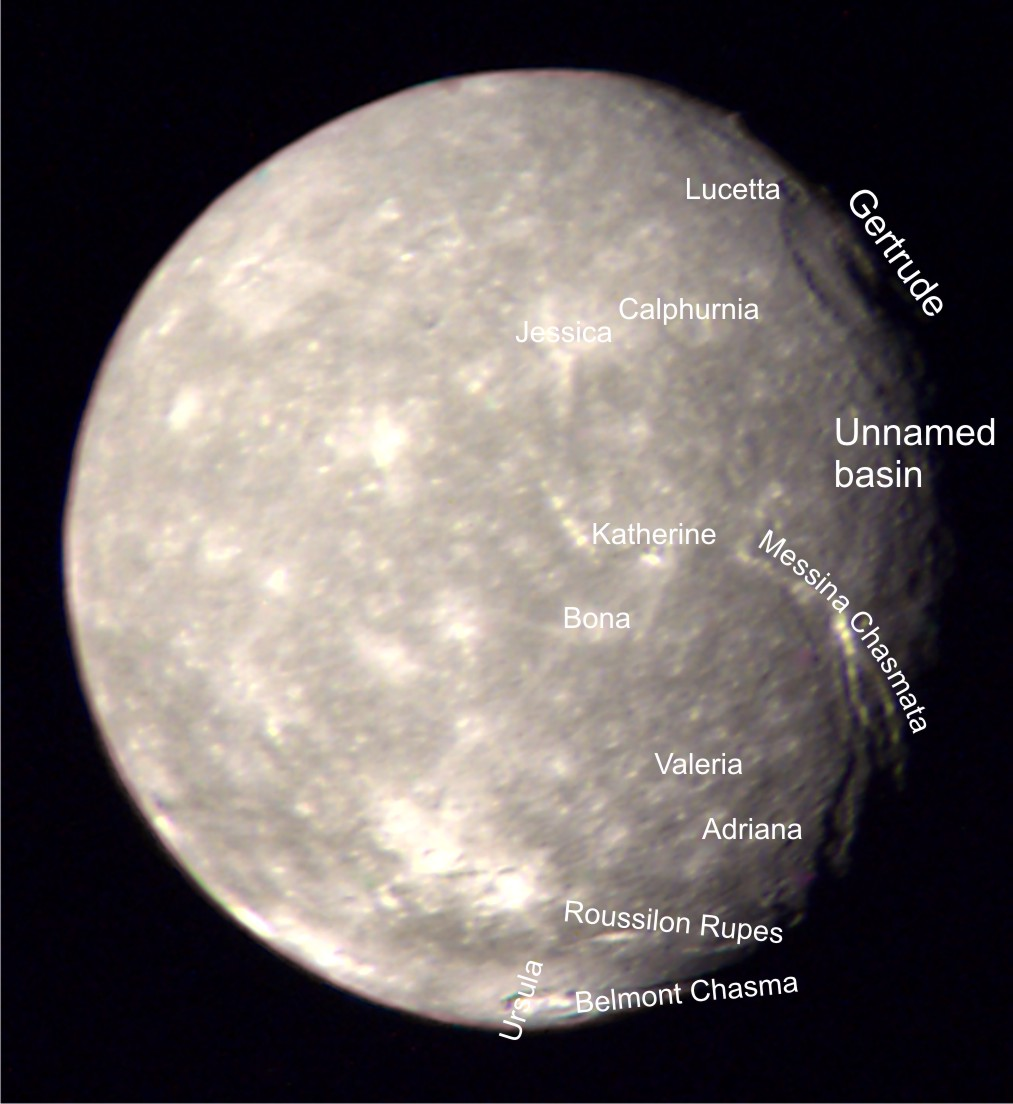
Titânia com acidentes geográficos

Entre as luas de Urano, Titânia possui brilho intermediário entre Oberon e Umbriel, que são escuros, e Ariel e Miranda, que são claros. Sua superfície mostra um forte efeito da oposição: sua refletividade diminui de 35% num ângulo de fase de 0° para 25% num ângulo de cerca de 1°. Titânia tem um albedo de Bond relativamente baixo de cerca de 17%. Sua superfície é no geral um pouco avermelhada, mas bem menos vermelha que Oberon. No entanto, depósitos de impactos recentes são mais azulados, enquanto que as planícies suaves localizadas no hemisfério condutor perto da cratera Ursula e em alguns grabens são mais vermelhos. Pode haver uma assimetria entre os hemisférios; o hemisfério traseiro parece ser mais vermelho que o condutor por 8%. No entanto, essa diferença está relacionada às planícies suaves e pode ser acidental. A vermelhidão da superfície provavelmente é o resultado de erosão espacial causada por bombardeamento de partículas carregadas e micrometeoritos. No entanto, a assimetria de cores de Titânia parece estar mais relacionada com acreção de um material avermelhado vindo das partes mais externas do sistema uraniano, possivelmente de satélites irregulares, que seria depositado predominantemente no hemisfério condutor.
Cientistas reconhecem três classes de formações geográficas em Titânia: crateras, chasmata (cânions) e rupes (escarpas). A superfície de Titânia possui menos crateras que a superfície de Oberon e Umbriel, o que significa que ela é muito mais jovem. O diâmetro das crateras varia entre alguns quilômetros a até 326 quilômetros para a maior cratera conhecida, Gertrude. Algumas crateras, como Ursula e Jessica, são cercadas por um claro material ejetado (sistema de raios) consistindo de gelo relativamente fresco. Com exceção de Ursula, todas as grandes crateras de Titânia têm fundo plano e picos centrais. Ao oeste de Gertrude existe uma área de topografia irregular, a chamada "bacia sem nome", que pode ser outra bacia de impacto altamente degradada com um diâmetro de cerca de 330 km.
A superfície de Titânia é cortada por um sistema de enormes falhas geológicas, ou escarpas. Em alguns lugares, duas escarpas paralelas marcam depressões na crosta do satélite, formando grabens, que também são chamados de cânions. O cânion mais proeminente de Titânia é Messina Chasma, com uma extensão de 1 500 km, que vai do equador até perto do polo sul. Os grabens em Titânia têm 20–50 km de comprimento e 2–5 km de profundidade. As escarpas não relacionadas com os cânions são chamadas de rupes, como o Rousillon Rupes perto da cratera Ursula. As regiões próximas de algumas escarpas e da cratera Ursula aparecem com relevo suave nas imagens da Voyager 2. Essas planícies provavelmente se formaram mais tarde na história geográfica de Titânia, após a formação da maioria das crateras. A troca de superfície pode ter tido natureza endógena, envolvendo a erupção de material do interior (criovulcanismo), ou pode ter sido causada porque o material ejetado de impacto apagou a superfície. Os grabens são provavelmente os acidentes geográficos mais jovem em Titânia.
A geologia de Titânia foi influenciada por duas forças: formação de crateras de impacto e processos endógenos. A formação de crateras atuou durante toda a história da lua e influenciou todas as superfícies. Os processos endógenos também eram globais, mas só aconteceram por um certo período após a formação da lua. Eles apagaram o terreno original cheio de crateras, explicando o número relativamente baixo de crateras de impacto na superfície atual. Outros casos de troca de superfície podem ter acontecido mais tarde e levaram à formação das planícies suaves. As planícies suaves também podem ter sido formadas a partir de material ejetado das crateras próximas. Os processos endógenos mais recentes foram principalmente de natureza tectônica e formaram os cânions, que são na verdade rachaduras gigantes na crosta de gelo. Essas rachaduras foram causadas pela expansão global de Titânia de cerca de 0,7%.

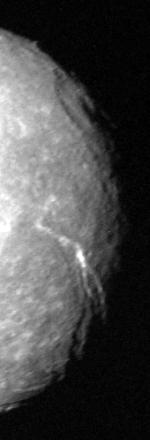
Messina Chasma, um grande cânion

| Acidente        | Nome de                                               | Tipo    | Comprimento (diâmetro), km | Coordenadas    |
| --------------- | ----------------------------------------------------- | ------- | -------------------------- | -------------- |
| Belmont Chasma  | Belmont, Itália (The Merchant of Venice)              | Chasma  | 238                        | 8.5°S 32.6°E   |
| Messina Chasma  | Messina, Itália (Much Ado About Nothing)              | Chasma  | 1 492                      | 33.3°S 335°E   |
| Rousillon Rupes | Rossilhão, França (All's Well That Ends Well)         | Rupes   | 402                        | 14.7°S 23.5°E  |
| Adriana         | Adriana (The Comedy of Errors)                        | Cratera | 50                         | 20.1°S 3.9°E   |
| Bona            | Bona (Henry VI, Part 3)                               | Cratera | 51                         | 55.8°S 351.2°E |
| Calphurnia      | Calpurnia Pisonis (Julius Caesar)                     | Cratera | 100                        | 42.4°S 291.4°E |
| Elinor          | Leonor da Aquitânia (The Life and Death of King John) | Cratera | 74                         | 44.8°S 333.6°E |
| Gertrude        | Gertrude (Hamlet)                                     | Cratera | 326                        | 15.8°S 287.1°E |
| Imogen          | Imogen (Cymbeline)                                    | Cratera | 28                         | 23.8°S 321.2°E |
| Iras            | Iras (Antony and Cleopatra)                           | Cratera | 33                         | 19.2°S 338.8°E |
| Jessica         | Jessica (The Merchant of Venice)                      | Cratera | 64                         | 55.3°S 285.9°E |
| Katherine       | Katherine (Henry VIII)                                | Cratera | 75                         | 51.2°S 331.9°E |
| Lucetta         | Lucetta (The Two Gentlemen of Verona)                 | Cratera | 58                         | 14.7°S 277.1°E |
| Marina          | Marina (Pericles, Prince of Tyre)                     | Cratera | 40                         | 15.5°S 316°E   |
| Mopsa           | Mopsa (The Winter's Tale)                             | Cratera | 101                        | 11.9°S 302.2°E |
| Phrynia         | Phrynia (Timon of Athens)                             | Cratera | 35                         | 24.3°S 309.2°E |
| Ursula          | Ursula (Much Ado About Nothing)                       | Cratera | 135                        | 12.4°S 45.2°E  |
| Valeria         | Valeria (Coriolanus)                                  | Cratera | 59                         | 34.5°S 4.2°E   |

## Atmosfera
A presença de dióxido de carbono na superfície sugere que Titânia pode ter uma tênue atmosfera sazonal de CO2, parecida com a de Calisto. Outros gases como nitrogênio e metano provavelmente não estão presentes, porque a baixa gravidade da lua não poderia evitar que eles escapassem. Na temperatura máxima de Titânia durante o solstício de verão (89 K, -184 °C), a pressão de vapor do dióxido de carbono é de cerca de 3 nbar.
Em 8 de setembro de 2001, Titânia ocultou a estrela HIP 106829, que tem uma magnitude aparente de 7,2; esse evento foi uma oportunidade de aperfeiçoar o diâmetro da lua e efemérides, e de detectar uma possível atmosfera. Os dados não revelaram nenhuma atmosfera com uma pressão superficial de 10–20 nanobars; se ela existir, é bem mais tênue que a de Tritão ou Plutão. Esse limite superior ainda é várias vezes maior que pressão superficial máxima do dióxido de carbono, o que significa que a ocultação não restringiu muito os parâmetros da atmosfera.
A geometria peculiar do sistema uraniano faz os polos das luas receberem mais energia solar que a região equatorial. Como a pressão de vapor do CO2 aumenta com a temperatura, o dióxido de carbono pode estar acumulado nas regiões de baixa latitude de Titânia, onde ele pode existir de maneira estável em áreas com albedo alto e regiões sombreadas da superfície na forma de gelo. No verão, quando as temperaturas polares chegam a 85–90 K, o dióxido de carbono passa por sublimação e migra para o polo oposto e para as regiões equatoriais, iniciando um certo ciclo do carbono. O gelo de dióxido de carbono acumulado pode ser removido por partículas magnetosféricas. Pensa-se que Titânia já perdeu uma quantidade significante de dióxido de carbono desde sua formação 4,6 bilhões de anos atrás.

## Origem e evolução
Acredita-se que Titânia se formou a partir de um disco de acreção ou subnebulosa; um disco de gás e poeira que existia em volta de Urano por algum tempo depois de sua formação ou foi criado pelo grande impacto que provavelmente deu a Urano sua grande inclinação axial. A composição precisa do disco não é conhecida; no entanto, a densidade relativamente grande de Titânia e outros satélites de Urano comparados com os satélites de Saturno indica que ele pode ter sido relativamente pobre em água. Grandes quantidades de nitrogênio e carbono poderiam estar presentes na forma de monóxido de carbono e N2 ao invés de amônia e metano. As luas que se formaram nesse disco iriam conter menos gelo de água (com CO e N2 presos como clatrato) e mais rocha, explicando a alta densidade.
A acreção de Titânia provavelmente durou alguns milhares de anos. Impactos que acompanharam a acreção causaram aquecimento das camadas mais externas da lua. A temperatura máxima de cerca de 250 K (-23 °C) foi alcançada numa profundidade de cerca de 60 km. Após o término do processo de formação, essas camadas próximas da superfície esfriaram, enquanto o interior de Titânia esquentou devido à decadência de elementos radioativos presentes nas rochas. A camada próxima da superfície contraiu, enquanto o interior expandiu. Isso causou uma forte tensão na crosta causando rachaduras. Alguns dos cânions atuais podem ser resultado desse processo, que durou cerca de 200 milhões de anos, implicando que qualquer atividade endógena acabou bilhões de anos atrás.
O calor inicial da acreção junto com a decadência de elementos radioativos foram provavelmente fortes o suficiente para derreter o gelo se algum anticongelante como amônia (na forma de hidrato de amônia) ou sal estava presente. O aquecimento pode ter feito a rocha se separar do gelo formando um núcleo rochoso cercado por um manto de gelo. Uma camada de água líquida (oceano) rica em amônia pode ter formado entre o núcleo e o manto. A temperatura eutética dessa é mistura é 176 K (-97 °C). Se a temperatura ficou abaixo desse valor o oceano estaria congelado. O congelamento da água levou à expansão do interior, o que causou a formação dos cânions na superfície.

## Exploração
A única sonda espacial que explorou Titânia de perto foi a Voyager 2, que fotografou a lua durante seu sobrevoo por Urano em janeiro de 1986. Como a maior aproximação entre a Voyager 2 e Titânia foi de 365 200 km, as melhores imagens da lua têm uma resolução de cerca de 3,4 km (apenas Miranda e Ariel foram fotografados com uma resolução melhor). As imagens cobriram 40% da superfície, mas apenas 24% foi fotografado com a precisão necessária para mapeamento geológico. Na época do sobrevoo, o hemisfério sul de Titânia (e o das outras luas) estava apontado para o Sol, então não foi possível estudar o hemisfério norte (que estava escuro). Nenhuma outra sonda visitou Urano (e Titânia), e nenhuma missão para Urano e suas luas está planejada para um futuro próximo.